# Gammiella ceylonensis
Gammiella ceylonensis är en bladmossart som beskrevs av Benito C. Tan och William Russell Buck 1989. Gammiella ceylonensis ingår i släktet Gammiella och familjen Sematophyllaceae. Inga underarter finns listade i Catalogue of Life.